# Stilo (by)
 For alternative betydninger, se Stilo. (Se også artikler, som begynder med Stilo)
Stilo er en by i Calabrien, Italien med 2.344 (2023) indbyggere.